# Umetnost Al Andaluza
U vreme kada je dinastija Abasida sticala moć u Iraku, u Španiju je stigao omejadski princ koji je izbegao krvavi masakr svoje loze na Istoku. Abderahman I uspeo je da se utvrdi kao nezavisni vladar u Španiji. On je bio, kao i mnogi od njegovih naslednika, veliki zaštitnik umetnosti i pod njegovim pokroviteljstvom procvetao je vrlo originalan stil koji je poznat kao špansko-mavarski. Abderahman I je ulepšavao gradove svog upravnog područja, sagradio akvedukt, koji je grad snabdevao čistom vodom, započeo izgradnju zida oko grada Kordobe, koji je od stupanja muslimana na tlo Španije bio glavni grad, i za sebe je podigao dvor Rusafa izvan Kordobe, imitirajući palatu svog pretka Hišama u severoistočnoj Siriji.
Međutim, u vreme vladavine Abderahmana I, a kasnije i njegovih naslednika, na tlu Španije nije se razvijala i cvetala samo arhitektura. Tu su se takođe razvijale i nauke (matematika, filozofija, astronomija, medicina), zatim književnost, muzika, kao i primenjena umetnost: izrada predmeta od keramike, slonovače, metala, izrada tepiha.

## Arhitektura

### Velika džamija u Kordobi
Kordoba je postala središte civilizacije u muslimanskoj Španiji. Shodno tome, Abderahman I je 786. godine, na mestu hrišćanske crkve, koja je prvobitno bila rimski hram, postavio temelje Velikoj džamiji, kao rivalu islamskim svetilištima u Jerusalimu i Meki. Velika džamija u Kordobi postaće simbol muslimanske umetnosti.
U svom prvobitnom obliku, to je bila džamija pravougaone osnove sa prostranim dvorištem, sa jedanaestobrodnim molitvenim prostorom i sa potkovičastim lukovima koji natkriljuju arkade, bez kupole nad maksurom. Ovakva građevina, srazmerno skromne veličine, doživeće nekoliko poboljšanja i proširenja u rukama uspešnih vladara: pod Abderahmanom II, zatim Al Hakamom II, kada je odvojen deo sa mihrabom ispred kojeg je dovršena velika kupola (ona predstavlja sasvim novo dostignuće, jer je podupire niz međusobno ukrštenih rebara, a taj sistem orebravanja analogan je jednom manje složenom sistemu u Toledu, kao i u Jermeniji i u Mesdžidi džami u Isfahanu), a krajem X veka veliki vezir Almanzor otpočeo je najveće proširenje džamije.
Al Hišam I je 793. godine dodao četvorouglasti minaret, čije je obnavljanje i ulepšavanje započeo je Abderahman III. Ovaj je minaret poslužio kao uzor Hiraldi u Sevilji. Minaret u Kordobi visok je 73 lakta mjeren do najviše tačke paviljona s otvorenom kupolom. Na vrhu te kupole nalaze se pozlaćene i posrebrene jabuke. Dvije su bile od čistog zlata, a jedna od srebra. Ispod i iznad svake nalazili su se prekrasno izrađeni ljiljani, a na kraju raspona bio je mali pozlaćeni šipak“(nar). Godine 1589. ozbiljna oštećenja zahtevala su obnavljanje ukrasa na vrhu, što je, u renesansnom stilu, izveo, kao i na Hiraldi, Ernan Ruiz. Posle 1650. minaret je obložen ukrasom koji je potpuno prekrio starije delo.
Krajem XV veka u blizini mihraba uzidana je gotička kapela, koja je poštovala stil celine. Međutim, između 1523. i 1607. godine, prezirući jedinstvenu prirodu ove velelepne građevine, sjajna „šuma stubova“ u unutrašnjosti osakaćena je podizanjem katedrale usred džamije. Karlo V, sa čijom je dozvolom katedrala sagrađena, osudio je to vandalsko delo, prilikom jedne posete Kordobi, ovim rečima: ,,Da sam znao šta vi želite da učinite, kazao je kanonicima, vi to ne biste uradili; jer ovo što ste vi napravili ovde nalazi se svuda, a ono što ste ranije imali – ne postoji nigde u svetu“.
Vrhunac unutrašnjeg ukrasa predstavlja mihrab i njegova okolina iz vremena vladavine Al Hakama II, koji predstavljaju najlepši spomenik omejadske Španije. Ovde se, naročito u tri prostora maksure koji prethode niši za molitvu, rascvetavaju mreže najsloženijih lukova i razvija se, u kvadratima sa izukrštanim rebrima, sasvim svojevrstan postupak u građenju kupola. Sa svojim izgledom osmostrane kapele, sam mihrab je jedinstven na svetu. U urezanim mermernim pločama, kojima je mihrab obložen, uočava se rani oblik originalnog stila nazvan arabeskom. Ove složene šare i bogati ukrasi, izrađeni ne samo u mermeru već i u štuku i u mozaiku, se vide na segmentima kubeta i svodnom kamenu luka. Sve je dodatno ukrašeno citatom iz Kurana urađenim kufskim pismom.
U Velikoj džamiji u Kordobi se uzajamno prožimaju različiti značajni uticaji: severne Afrike (uspravno usmereni redovi stubova), sirijsko-omejadski (smenjivanje nosača, oblik minareta, potkovičasti luk, mozaici) i abasidski uticaj (višedelni luk, kufski ukras).
U Kordobi je, sem ove džamije, malo šta preostalo iz islamskog doba; tu je most na reci Gvadalkivir, koji je produžen na 17 lukova. Molitveni prostor džamije danas ima 19 brodova koje drži 665 stubova; treća je po veličini među džamijama koje su do danas sačuvane. Iako je danas to katedrala posvećena Bogorodičinom vaznesenju, džamija je do danas ostala poznata pod imenom La Mezquita(na španskom: mošeja, džamija).

### Medina el Zahra
Medina el Zahra je divovsko sedište Abderahmana III, čije je zidanje započeto 936. godine. Ovaj grad-palata danas stoji na raspolaganju kao arheološko nalazište. Grad-palata Medina el Zahra, kako ju je nazvao Abderahman III u čast svoje dragane Zahre (dragulja“), ostaje jedna od najuzbudljivijih uspomena na omejadsku Španiju.
Smešteno na padinama planine Sijera Morene, koje se spuštaju prema ravnici Gvadalkivira, prinčevsko sedište je smešteno na trima terasama: na najvišoj se uzdizala palata, na srednjem delu su se pružali vinogradi i vrtovi, dok su Velika džamija i privatni stanovi bili okupljeni na donjoj terasi. Palata je imala prostrane odaje (400 soba i apartmana), dvorane, harem i vrtove. Po hroničarima, harem je zauzimao veliki deo glavne zgrade, a govori se i o bezbrojnoj gomili robinja, sluga i evnuha koji su tu stanovali. Zahvaljujući opisu geografa Idrisija, koji je posetio ovu palatu u XII veku, čitavih 150 godina posle njenog rušenja, može se dobiti slika o uređenju ovog ogromnog prostranstva. Ovu sliku dopunjuju rezultati sistematskih iskopavanja, koja su od 1910. godine započeli španski arheolozi. Do danas otkopani delovi palate još ne dozvoljavaju pravu rekonstrukciju celine. Među raznim otkrivenim temeljima odvaja se samo izdužen kompleks petobrodne palate sa terasom i četvrtastim prostorijama.
Dvorana za primanje predstavljala je izvanredan primer majstorstva u mermeru i zlatu ukrašenim draguljima. Ovde se sreću slepe niše ravnog dna sa potkovičastim lukovima, ukrašene istim lozicama kao mihrab džamije u Kordobi. Ovde je prisutna i predstava figura; predanje govori da je kip lepe Zahre, kalifine miljenice-konkubine, bio postavljen iznad glavnog ulaza u prinčevski grad. Pričaju da je za nju iz Carigrada doneo česmu ukrašenu ljudskim figurama. Pronađeni su i figurativni reljefi kao, npr., ostatak figure obučene na čisto antički način. U Medini el Zahri, koja se sada zove Stara Kordoba (Córdoba la Vieja), za gradnju donošen je mermer iz Kartagine i Numidije, a stubovi i bazeni, sa zlatnim statuama, iz Carigrada, Rima i Kartagine.
Sva ta raskoš trajala je 50 godina. Prilikom berberske pobune 1010. godine grad je bio opustošen i zapaljen. U isto vreme Almanzorovu vilu sličnog naziva, Al Medina al Zahira, koja je ležala na istoku Kordobe, na sličan način Berberi su je sravnili sa zemljom, tako da se danas ne zna gde se tačno nalazila.

### Velika džamija u Sevilji
Andaluzijska prestonica Sevilja imala je Veliku džamiju koju je podigao 1171. godine Abu Jakub Jusuf na mestu starog omejadskog svetilišta. Ona je morala da ustupi mesto današnjoj katedrali. Samo je minaret, visok 100 m, izgrađen 1184. godine, kasnije pretvoren u zvonik katoličke katedrale, postavši čuvena Giralda – tako nazvan po figuri koja služi kao vetrokaz – preostao od almohadske građevine. Jedan reljef iz 1499. godine, u Vilasani de Mena (Burgos), pokazuje stari izgled Giralde, sa četvrtastom završenom kulom, prvobitno ukrašenom metalnim šiljkom sa kuglama. Gornji deo zvonika pretvoren je u galeriju, što je obavio Hernan Ruiz u vremenu između 1560. i 1569. godine. Glavna kula, koja još uvek postoji, pokazuje bogati ukras izrađen u opeci, ukrašen oštrim tipom lukova koji anticipiraju kasniju gotsku ornamentiku, a neobično je raščlanjena na tri uspravna pojasa. Srednji pojas, sa spratnim razmeštajem prozora sa arkadama, posebno je istaknut, dok bočna polja pokazuju mrežu rombova, tipičnu za umetnost Almohada.
Alkazar u Sevilji je još jedan doprinos muslimana. Najstariji deo seviljskog Alkazara sazidao je jedan arhitekta iz Toleda za muvahidskog guvernera. Restaurirali su ga u muslimanskom stilu majstori mudeharske škole za kralja Petra Okrutnog i služio je kao kraljevska rezidencija. Od mnogih Alkazara u Kordobi, Toledu i drugim španskim gradovima, Alkazar u Sevilji je najpoznatiji i jedini koji je sačuvan.

### Alhambra
Umetnost islama na Zapadu dostići će svoj poslednji uspon u toku XIV veka, u vreme najveće političke nemoći pod dinastijom Nasrida, koji su doživeli da vide svoju državu svedenu samo na Andaluziju. Granada, poslednji islamski bastion na tlu Španije, postala je nova, sjajna i raskošna prestonica. Alhambra, čije ime na arapskom znači ,,crvena“, kraljevski grad Nasrida, dominira Granadom; jedna je od najpoznatijih spomenika islamske umetnosti.
Na bregovitoj terasi na jugoistočnoj granici Granade, osnivač nasridske dinastije Muhamed ibn Jusuf ibn Nasr je na ostacima jedne ranije omejadske tvrđave sagradio svoju nadaleko čuvenu tvrđavu Alhambru, nazvanu tako po crvenom štuku koji je upotrebljen u njenoj izgradnji i po crvenoj boji zidova. Tri njegova naslednika su je proširivala i ulepšavala, tako da je ona postala jedan od najznačajnijih arhitektonskih spomenika Španije. Ova utvrđena palata sa svojim ponosnim dekoracijama i arabeskama još uvek izaziva divljenje; nažalost, izvesni delovi Alhambre uništeni su ili unakaženi kasnijim prepravkama. Najveću štetu načinila je palata Karla V u renesansnom stilu, čija je izgradnja otpočela u južnom delu Dvorišta mirti (Patio de los Arrayanes) ili dvorišta Alberka, ali koja nikada nije završena.
Alhambra je opasana zidom na kome se nalaze 23 kule i kapije; na zapadnom delu je Alkasaba (tvrđava), a istočno od ograđenog prostora postojala je još jedna kraljevska palata sa baštama nazivana Heneralife (ar. džannat al-ʿarīf, Inspektorov raj). Pristup sa severa kontrolisala je Armas kapija, a sa juga Kapija pravde, dekorisana klesanim kamenom, sečenom ciglom, mermerom i glaziranim crepom. Jezgro Alhambre, tzv. Stara kraljevska kuća (Casa Real Vieja), sastoji se od nekoliko palata koje prate tradiciju uređenja palata zapadnog islamskog sveta, sa odajama postavljenim simetrično oko pravougaonih dvorišta. Ulaz u Palatu mirti, okrenut Alkasabi, vodi kroz prvo dvorište, čiji temelji pokazuju da se tu nalazila govornica i minaret, do drugog, Machuca dvorišta. Severni portik i kula su jedini koji se danas mogu videti; njegovi prolazi vode do druge govornice i do fasade dvoprišta Mešvar (ar. mašwar-mesto kraljevske publike), današnjeg javnog ulaza; odavde jedan prolaz kroz niski hodnik vodi u Zlatnu sobu. Unutrašnja fasada pokazuje dvoja identična vrata, od kojih desna vode u nazad u Mešvar, a leva, kroz zavojit hodnik, u Dvorište mirti. Vrata u centru severnog portika vode u Brodsku salu, koja ima neverovatnu drvenu tavanicu u obliku trupa broda, po čemu je i dobila ime. Od Mešvara jedna ulica je vodila pored kraljevskog mauzoleja do Dvorane lavova sa svojim klaustrom od 128 vitkih stubova i slavnim bunarom od alabastera u sredini sa 12 lavova u krugu. Ovi lavovi, zajedno sa tavanicom Dvorane pravde, najvažniji su umetnički spomenici. Na toj tavanici su predstavljeni, pored 10 vladara koji sede na ovalnoj klupi, prizori naslikani na koži koji ilustruju priče iz viteškog života. Nekoliko natpisa i štit kraljeva Granade, koji se često pojavljuju, jasno izražavaju moto wa la ġālib illa Allāh (samo je Bog pobednik), kao heraldički motiv jedinstven na muslimanskom Zapadu.
Sa svojim raskošnim lukovima koji se mogu videti na svakom koraku, paučinastim ornamentom i čipkastim dekoracijama od arabeski, nije čudno što se Alhambra u romantičnoj mašti Zapada očuvala kao pravo oličenje čuda iz Hiljadu i jedne noći.

### Vrtovi
Okrutna sredina i surova klima stvorile su još jedan vid umetničkog izražavanja – vrtove odnosno parkove. Pod uticajem religije, vrt se smatrao zemaljskim odrazom raja. Činjenica da na uređene vrtove nailazimo već u XI veku pa sve do XIX veka i da se slični parkovi mogu naći u Španiji, Iranu, srednjoj Aziji i Indiji, svedoči ne samo o identičnoj reakciji na sredinu nego naglašava i univerzalnost islamske umetnosti. Park kao reakcija na sprženi pejzaž, koji se u beskonačnost monotono proteže, u početku je imao geometrijski planirane staze. Voda koja je služila za navodnjavanje bogate vegetacije, naročito drveća, ali i cveća, tekla je tačno određenim koritima. Najraniji srednjovekovni parkovi su oni koji su iskopani i rekonstruisani u Španiji. Svi ovi prostrani parkovi u kojima je voda neštedimice tekla bili su na pogodnim područjima van gradova. Predstavljali su bogatstvo i privilegiju vladara i povlašćenih članova društva. No, ipak, i oni manje povlašćeni uspostavili su, na izvestan način, bar minimalnu vezu sa prirodom. U dvorištima njihovih kuća, oko glavne česme ili fontane, grupisali su manje drveće, grmlje, lozu i saksije sa cvećem. Ma kako mali da su bili ovi mini-vrtovi, oni su ipak predstavljali osveženje i izvor radosti. Kao i parkovi plemstva, i oni su imali sveislamsko obeležje.
Španski parkovi i vrtovi su do današnjeg dana sačuvali ,,mavarski“ pečat. Sačuvano je malo pravih vrtova i parkova, o kojima saznajemo preko minijatura i ćilima koje su inspirisali. Jedan od najpoznatijih parkova je Heneralife, nasridski spomenik iz druge polovine XIII veka, u kome se nalazio dvorac koji je bio jedna od okolnih zgrada Alhambre. Ovaj vrt bio je terasast, u obliku amfiteatra, i natapan brzacima koji su se, pošto su napravili veći broj slapova, gubili u cveću, grmovima i drveću, od kojih je do danas ostalo nekoliko gigantskih čempresa i mirti. Dvorište mirti u Alhambri, Granada, jedini je park klasičnog islama gotovo u potpunosti sačuvan, verovatno iz XIV veka.

## Primenjena umetnost

### Keramika
Emajliranje nije bilo omiljeno kod muslimanskih majstora za obrađivanje metala, ali u upotrebi obojenih glazura u grnčarstvu muslimani su od davnih vremena bili majstori; Valensija je bila muslimanski centar ove industrije na Zapadu. U svim oblicima keramike, kao i u mozaicima, a naročito keramičkim pločicama i plavom porculanu, španska muslimanska škola se naročito isticala. Razne vrste obojenih keramičkih pločica, koje su još vrlo popularne u Španiji i Portugalu, arapska su baština, što pokazuje njihov naziv azulejo. Glatko grnčarstvo mudehar, po kvalitetu, dolazi odmah iza kineskog. Izvanredno lepa grnčarska roba proizvođena je u Toledu i Kordobi još u trećoj četvrtini XI veka. Posle njih su po ovoj vrsti robe postali čuveni Kalatajud u Aragonu, Malaga, Manises i Paterna u Valensiji.
Keramički mozaik je složena i skupa tehnika, pa je od XV veka zamenjivana jeftinijom, koja je podrazumevala nanošenje šara od gleđi različitih boja na velike keramičke pločice istog oblika. Kako bi se sprečilo međusobno prelivanje boja gleđi tokom pečenja, one su razdvajane masnom materijom koja je sadržala mangan, te je nakon pečenja između boja ostajala crna linija bez sjaja. Za tu tehniku, koja je u Španiji poznata kao cuerda seca, potrebno je mnogo manje vremena nego za keramički mozaik, ali boje nemaju takav sjaj kakav ima mozaik, jer su sve pečene na istoj temperaturi.
Pronađena keramika iz Medinat ez-Zahre pokazuje nam brojne ostatke sjajne (lister) keramike, uvezene iz Iraka, na kojima se pojavljuje, u stilu ,,silueta“, ukras od kufskih slova, zatim motivi životinja i ljudske figure sa zulufima na obrazima, tipičnim za samarsku umetnost. Zatim, javlja se i barbotin – grnčarija – uglavnom krčazi i posude sa dekoracijom naslikanom zelenom i mrkom bojom na žutoj osnovi. Oba ova tipa svoju inspiraciju duguju Mesopotamiji.
Najbolja ostvarenja potiču iz XIV i XV veka, a zastupljena su čuvenim špansko-mavarskim ocakljenim posuđem. Ova tehnika prvi put primenjena je u Mursiji i Almeriji u XIII veku, ali je bila jednobojna. Višebojno ocakljeno posuđe pojavilo se gotovo dva veka kasnije. Bila je to raskošna umetnost, čija su ostvarenja namenjena bogatim pokroviteljima, a mnogi sudovi, kao što su veliki ćupovi za ostave u Alhambri, imali su velike dimenzije, ne i veliku praktičnu korist. Mnogo su praktičniji bili prostiji sudovi, dekorisani zelenom bojom, u upadljivom, jednostavnom stilu. Među glavna središta proizvodnje spadali su Paterna u Valensiji i Teruel u Aragonu. Izrađivane su, naročito u Andaluziji, i keramičke pločice sa reljefnom dekoracijom i dekoracijom od glazura u boji.
Najčuveniji raskošni proizvodi su ogromne vaze sa drškama u obliku krila, tzv. ,,vaze iz Alhambre“, koje imaju žućkasto-zelenkasti odsjaj, a slikana dekoracija izvedena je plavom bojom na beloj osnovi. Najmanje osam njih je preživelo, manje ili više oštećene, uključujući i nekoliko velikih fragmenata. U obliku amfora su, sa uskim dnom, zaobljenim telima, orebljenim vratovima i širokim ravnim drškama u obliku krila. One su najveći predmeti sjajne (lister) keramike ikada napravljeni, prosečne visine 125 cm. Preživeli primerci ukazuju na dva stila izrade. Prva grupa, sa karakterističnim telom sijalice, kratkim vratom i jednobojnom gleđi, datira iz kasnog XIII i ranog XIV veka. Druga grupa, sa izduženijim telom, elegantnijim oblikom i dodatnom dekoracijom kobaltno plave ili pozlatom, datira iz kasnog XIV i ranog XV veka.

### Slonovača
Mavarski radovi u slonovači potiču iz doba između 950. i 1050. godine. U gradovima Medinat ez-Zahra, Kordoba i Kuenka postojale su radionice. Pravougli sanduci sa poklopcem i valjkaste pikside služile su čuvanju dragocenih ulja i dragog kamenja; od nje su se izrađivali i brojni medaljoni. Najčešće su izrađivani pravougaoni i, još češće, okrugli kovčežići vrlo obilno dekorisani raskošnim spiralnim ukrasima u obliku palmete, pticama i životinjama.
Eleganciju omejadskog dvorskog života dočaravaju kovčežići od slonove kosti, po kojoj je Kordoba bila nadaleko čuvena. U graviranom reljefu kombinovani su cveće i kufsko pismo sa hitrim životinjama i pticama. Neki ornamenti predstavljaju muzičke predstave, prizore iz lova, koji ilustruju upotrebu životinjskih oblika kao dekorativni motiv. Natpisi koje one nose pokazuju da su često bile davane na poklon. Jedan od najlepših primeraka ove vrste je cilindričan sandučić, napravljen 964. godine, što se vidi iz natpisa na kupolastom poklopcu, kao dar ženi halife al-Hakama II. Strane su potpuno pokrivene slikama sićušnih palmi, među kojima se nalaze sličice paunova i drugih ptica.

### Umetnost u metalu
Samo po sebi se razume da je sklonost ka raskoši postojala na blistavom i raskošnom dvoru u Kordobi i da je posuđe od skupocenog metala tamo bilo neophodno. Sačuvani kovčežići za nakit od iskucavanog i pozlaćenog srebra pokazuju isti izgled, sa poklopcem u vidu krova, kao i kovčežići od slonovače. Jedan od njih, koji se čuva u katedrali u Đironi, ukrašen lozicom u filigranu, nosi kufski natpis koji ga pripisuje halifi al-Hakamu II. On ga je naručio za prestolonaslednika Hišama II, što znači oko 975. godine. Najbogatija tehnika u obradi metala, tehnika fragmentiranog emajliranja, koristila se u manjoj meri u izradi nakita u omejadskoj i nasridskoj Španiji za izradu manje vrednog nakita ili za ukrašavanje konjske opreme i oružja.
omejadska Španija ostavila nam je i punu skulpturu. Treba pomenuti jelena izrađenog od livene bronze, koji potiče iz Medinat ez-Zahre, a sada je izložen u muzeju u Kordobi. Ovo delo, nastalo u X veku, predstavlja telo životinje pokriveno mrežom kružnih crteža, inkrustiranih zlatom, a istovremeno je naivno stilizovano i podseća na životinjske figure stare abasidske umetnosti, koje poznajemo preko sjajne (lister) keramike. U špansko-mavarskoj umetnosti pojavljuje se skulptura u bronzi sa zoomorfnim predstavama. Posebno su izražajna dva suda za vodu u obliku lava; u telo lava su ugravirane guste krljušti i arabeske. Viseća svetiljka, urađena po nalogu Muhameda III za džamiju u Alhambri, koja potiče iz 705. god. po hidžri (1305. god. po Hristu), predstavlja pravo remek-delo šupljikastog filigrana. Ukrašena je kufskim slovima i lepim grančicama arabeski, a u gornjem delu je završena, poput almohadskih minareta, ,,šiljkom“ i nizom šupljikastih kugli.

## Književnost i muzika

### Književnost
Španija, na krajnjem Zapadu islamskog prostora, koja će kasnije prozvesti sjajnu kulturu raznovrsnih tvorbi, uopšteno kasni u razvitku arapske književnosti. Uprkos neznatnim podacima, rano špansko-arapsko pesništvo bilo je tradicionalno uokvireno. Novi stil se prenosi u Španiju u X veku, a prvi originalni začeci mogu se uočiti tek početkom XI veka. Ovim pesmama se veliča cveće uzgajano u bezbrojnim vrtovima Pirinejskog poluostrva. O problemu viteške ljubavi, o kojoj su pevali arapski pesnici Španije, mnogo se raspravljalo, jer je to pesništvo moglo uticati na provansalske trubadure.
Muvašaha (el muwašah), ,,opasana“, koji i po formi i po temi podseća na madrigal, predstavlja najsloženiju pesničku formu kod Arapa. Pesniku Mukadamu ibn Muafi pripisuje se stvaranje ovog vida poezije. Ima do sedam strofa, a svaka strofa se u principu sastoji iz dva osnovna elementa – stihova koji se izmenjuju i ponavljaju po više puta. Ti elementi, pak, sastoje se iz dva ili više jednostavnih ili složenih stopa. Tipična shema je aa bbbaa cccaa, s tim da su krajnja aa zadnje strofe, tj. stih harča; muvašaha se uvek završava harčom (harcha), koja je nosilac akcenta; ova posvetna strofa pisana je na romanskom, što je jedinstven primer povezivanja dva jezika. Ne zna se tačno zašto se ova strofa razvila u Španiji, a ne na Istoku. Uticaj narodne pesme u romanskim jezicima je vrlo verovatna, a posebnu ulogu mogao je imati i razvitak arapske muzike na Zapadu.
Zehel (zéjel -- „melodija“, je oblik koji dosta podseća na muwaššah, pa ga mnogi smatraju njegovom pučkom varijantom. Ima šest do devet strofa sa jednakim brojem stihova u svakoj – šest do deset. Prva strofa, obično distih, izražava ideju i fiksira metar i rimu. Zadžal obično ima dva dela: ljubavni i panegirički. Po temama je vrlo aktuelan, a po jeziku blizak lokalnim govorima, čak često stvaran na dijalektima (španskom arapskom narečju). Možda je to jedan od razloga što se nije značajnije proširio na Istok arapsko-islamskog sveta.
Dva oblika, muwašaha i zehel, razvila su se u kastiljanski narodni stih viljansiko (villancico), koji se mnogo primenjivao u hrišćanskim himnama i božićnim pesmama. Sekstet, koji se u svom originalnom obliku verovatno rimovao CDE, CDE, nastao je možda pod uticajem arapskog zehela, čiji se obrasci mogu naći u delima andaluzijskih pesnika. U južnoj Francuskoj prvi provansalski pesnici se pojavljuju pred kraj XI veka; trubaduri, koji su živeli u XII veku, imitirali su svoje južne savremenike, pesnike zehela. Pesma o Rolandu (Chanson de Roland), najotmeniji spomenik rane evropske književnosti, za svoje postojanje može da zahvali kontaktu sa muslimanskom Španijom.

### Pesnici
Prava gradska poezija rodila se sa Ibn Deradžom al-Kastalijem, Saidom od Bagdada, ar-Remadijem. Od kraja halifske epohe, stvorila se književna grupa koja je, aristokratska po poreklu ali revolucionarna po nameri, bila neprijateljski raspoložena prema muwaššahu, smatrajući ga previše popularnim, i žestoko je branila arabizam, ali se nije potpuno potčinila orijentalnom uticaju. Kolovođa te škole bio je Ibn Šuheid, koji je, delimično, razvio svoje ideje u proznom delu Risālat at-Tawābiʿ wa az-Zawābiʿ; njegov naslednik trebao je biti Ibn Hazm koji je, iako nije pokazao neki viši pesnički talenat, pisac ljupke analize tzv. ,,udritske“ ljubavi, Tawq al-Hamāma (Golubičin đerdan).
Ibn Hazm je jedna od najznačajnijih intelektualnih ličnosti španskog islama; njegovo delo tipičan je primer tzv. proze adab-a. Njegovo delo bez sumnje pripada arapskim proznim delima, kao što su Kalila i Dimna, Hiljadu i jedna noć, Sendebar itd., koja su imala uticaj na Evropu. Jedan od kanala tog uticaja sigurno je bilo i delo Arhiprezvitera iz Ite, Libro del Buen Amor (Knjiga o dobroj ljubavi) (XIV vek), u kom se može naći veliki broj mesta koja su očigledan odjek Ibn Hazmovog dela (lik Don Juana koji vrlo verovatno potiče iz interpretacije jednog odlomka iz 21. poglavlja Golubičine ogrlice, gde Ibn Hazm opisuje neodoljivi i promenljivi ljubavni nagon Amira Muḥammada ibn Abī Amira). Za Ibn Hazma, ljubav nije samo sila koja povezuje različite stepene bitka, već je ljudska emocija i strast, o čemu svedoči podnaslov Golubičinog đerdana – O ljubavi i zaljubljenima. Taha Husein u raspravi O ljubavi kaže u vezi Ibn Hazmove knjige: ,,Očito je da je ljubav u muslimanskoj Španjolskoj u vrijeme Ibn Hazmovo bila ozbiljna stvar (...). Čitajući Ibn Hazmovu knjigu otkrivamo da je on cijeloga života bio zauzet ljubavlju jednako kao i vjerskim pravom, tumačenjem Qur’āna, predajom o Prorokovim postupcima i teologijom.“
Ibn Zejdun, rođen u Kordobi, pobegao je u Sevilju i bio ljubavnik skandalozne omejadske princeze Valade, kojoj je posvetio nekoliko zanosnih ljubavnih pesama, uključujući slavnu Kasidu nuniju. Stvarao je i u prozi i bio je veoma poznat po svojim pismima, od kojih je posebno važno ono u kojem napada Ibn Abdusa, svog rivala za ruku lepotice Valade. Više stihova koje joj je uputio opisuju izvanrednu lepotu dvorca az-Zahrā’, što je karakteristično za špansku arapsku poeziju.
Pesnik-lutalica Ibn Kuzman iz Kordobe odigrao je važnu ulogu jer je stvorio zadžal, tj. iz ruku improvizatora ga podigao na rang literarnog oblika; najistaknutiji je predstavnik andaluzijskog pučkog pesništva. Uprkos svom dijalekatskom obliku, njegovi su stihovi prilično bliski klasičnoj poeziji, a njegova dela najčešće sadržavaju po jednu ljubavnu pesmu i po jedan hvalospev. Delo Ibn Kuzmana predstavlja veliki korak ka novom pojmu poezije; njegovo delo preživelo je samo u jednom palestinskom rukopisu.

### Muzika
Nastanak i razvoj islamske muzike može se podeliti u šest perioda; muzika islamske Španije je četvrti. Kamen temeljac španske muzičke umetnosti položio je Zirjab, učenik Išaka al Mavsilija. Kao rival svog učitelja morao je napustiti Bagdad i pristigao je u Španiju, gde se sa njim postupalo sa nečuvenim poštovanjem, budući je bio učenik svog učitelja. Pod pokroviteljstvom Abderahmana II, udu je dodao petu žicu, uveo nove metode muzičkog obrazovanja i otvorio školu, koja je postala konzervatorijum andaluzijske muzike. Posle nje su otvorene škole u Sevilji, Toledu, Valensiji i Granadi. Smatra se da je znao napamet deset hiljada pesama. Za vreme Al Hakama II koncerti su postali veoma posećeni, a za vreme Al Mahdija u salonima su se mogli čuti orkestri od sto lutnji (ʿīdān) i isto toliko svirala od trske (zumūr). Među najpoznatijim andaluzijskim kompozitorima bili su Abu el Husein al Hamra al Karnati i Išak ibn Siman al Kartabi. Najkarakterističnije dostignuće andaluzijske tradicije bila je nuba, jedan oblik svite koja se ukorenila u raznim delovima severne Afrike nakon pada Granade 1492. godine.

## Nauka i filozofija
Svedok procvata nauka je XI vek, kada se po celoj Španiji otvaraju matematičke i astronomske škole. U Španiji su se marljivo negovale astronomske studije i naročitu sklonost su pokazivali vladari Kordobe, Sevilje i Toleda. Većina andaluzijskih astronoma je verovala u uticaj zvezda kao u uzrok koji na ovoj zemlji čini pozadinu svim glavnim događajima između rođenja i smrti. Proučavanje ovog astralnog uticaja, tj. astrologije, uslovljavalo je određivanje lokacije mesta na čitavom svetu, zajedno sa njihovim geografskim širinama i dužinama. Na taj je način astrologija dala velik doprinos astronomiji. Istaknute ličnosti među ranijim špansko-arapskim astronomima bili su al-Madžriti iz Kordobe (popravio planetarne tablice al-Hwarizmija; bio je i matematičar, smatran je vođom matematičke nauke), al-Zarkali (Arzahel) iz Toleda (konstruisao je savršeniji tip astrolaba i prvi je dokazao kretanje sunčevog apogeja u vezi sa zvezdama) i ibn-Aflah iz Sevilje (u svom delu Kitāb al-Hay’ah (Knjiga o astronomiji) daje važne teze o trigonometriji u prostoru i ravni). Prvo mesto među poslednjim španskim astronomima zauzima al-Bitrudži, njegovo delo je Kitāb al-Hay’ah, o konfiguraciji nebeskih tela.
Botanika se razvija nakon što je vizantijski vladar poklonio Abderahmanu III ilustrovanu kopiju Dioskoridove Materiae medicae. Od botaničara se među prvima javio al-Gāfiqi; skupljao je biljke u Španiji i Africi, dao svakoj naziv na arapskom, latinskom i berberskom jeziku i opisao ih na način koji se može smatrati najpreciznijim i najtačnijim na arapskom jeziku. Njegovo glavno delo je al-Adwiyah al-Mufradah (O lekovitom bilju). Međutim, najpoznatiji španski botaničar i apotekar bio je Ibn al-Baytar, koji je ostavio dva dela; jedno od njih, al-Muġni fi al-Adwiyah al-Mufradah, obrađuje lekove, a drugo, al-Ğāmiʿ fi al-Adwiyah al-Mufradah, zbirka je ,,običnih lekova“ iz životinjskog, biljnog i mineralnog sveta. U njoj se nalaze grčki i arapski podaci, dopunjeni autorovim eksperimentima i ispitivanjima; ono zauzima prvo mesto među srednjovekovnim raspravama svoje vrste. Tu je i Ibn Vafid (Abengefit), koji je sastavio najstariju raspravu o farmakopeji na muslimanskom Zapadu.
Prvi lekari koji su stekli ugled u Španiji u X veku poticali su iz Mesopotamije; nakon njih, u Španiji se pojavio niz velikih lekara: Arib je bio pisac dela o embriologiji i ginekologiji; al-Zahravi (Abulcasis) bio je prvi i najveći hirurg muslimanskog sveta, njegova slava počiva na delu at-Tasrīf li-man ʿAğaz ʿan at-Taʿālīf (Pomoć onome ko nije dorastao da čita velike rasprave); Ibn-Zuhr (Avenzoar) bio je najistaknutiji član najveće lekarske porodice u Španiji, a od šest medicinskih dela koja je napisao, do nas su došla tri.
Nauka koja se od svih najviše razvijala i koja je dala najveće velikane je svakako filozofija. Jednog od njih predstavlja Ibn Hazm iz Kordobe; isprva je bio pesnik, ali je više poznat po analizi viteške ljubavi, Tawq al-Hamāma (Golubiji đerdan). Napisao je mnoga istorijska i teološka dela, ali se za većinu ne zna. Ipak se sačuvao njegov dragoceni rad ,,Knjiga o religioznim i filozofskim sektama“, prvo delo te vrste u arapskoj literaturi. Bio je prvi koji je napisao komparativnu istoriju religija na sistematičan i kritičan način. Zatim, tu je al-Bitrudži (Alpetragus), koji je postao slavan svojim suprotstavljanjem Ptolomejevim teorijama koje je i oborio. Ben Gabirol (Avicebron, Avencebrol), kao prvi veliki učitelj neoplatonizma na Zapadu, često se naziva jevrejskim Platonom; njegovo glavno delo je Yanbūʿ al-Hayāh (Izvor života).
Najveći muslimanski filozof bio je špansko-arapski astronom, lekar i komentator Aristotela Ibn-Rušd (Averroës). Njegov glavni doprinos medicini bilo je enciklopedijsko delo al-Kullīyāt fi at-Tibb (Opšti zakoni medicine), u kom se potvrđuje činjenica da niko ne može dva puta oboleti od malih boginja. Njegovo glavno filozofsko delo, izuzev njegovih komentara, bilo je Tahāfut at-Tahāfut (Nesuvislost nesuvislosti), koje je odgovor na al-Ġazzalijevo delo Tahāfut al-Falāsifa (Nesuvislost filozofa).
Nakon Ibn-Rušda, pažnju zaslužuje Ibn-Maymūn (Maimonides), najčuveniji među hebrejskim lekarima i filozofima cele arapske epohe. Pre svega se istakao kao filozof, ali bio je i astronom, teolog, lekar. Njegovo najpopularnije medicinsko delo bilo je al-Fusūl fi at-Tibb (Aforizmi o medicini), a njegovo glavno filozofsko delo nosilo je naslov Dalālat al-Hā’irīn (Vođa zbunjenih).
Jedino delo koje nam je ostavio Ibn Tufail (Abubacer), potomak čuvenog arapskog plemena Qays, jeste Hayy ibn Yaqzān, Živi sin Bludnoga. To je filozofski roman, rasprava u vidu poslanice, u kom izlaže filozofski pogled na svet preuzet od drugih mislilaca. Zbog njegove tvrdnje da je njegovim junacima – Živom sinu Bludnoga, Esalu i Selamanu – imena dao Ibn Sīnā (Avicena), verovalo se da postoji Ibn Sīnāovo delo sa istim naslovom i istom tematikom; zabluda se održala do danas (Ibn Sīnāov kratki mistični spis Živi sin Bludnoga, jedini s tim naslovom u njegovom opusu, i Ibn Tufailov roman istog naslova nemaju nikakve sadržinske veze).
Glavni mistik ovog doba bio je Ibn al-ʿArabi (Oživljavač vere (muḥyī ad-dīn), Veliki, zapravo Najveći učitelj (aš-šayh al-’ahbar), Platonov sin (ibn ’aflātūn)), najveći spekulativni um islamskog sufizma. On je zastupao iluminističku (išrāqi) ili pseudo-Empedoklovu, neoplatonističku i panteističku školu. Njegov sistem izložen je u ogromnom mnoštvu spisa, od kojih su najveći uticaj ostavila dela Kitāb al-Futūhāt al-Makkīyya (Knjiga duhovnih osvajanja Meke) i Fusūs al-Hikam (Dragulji mudrosti). Dragulji mudrosti su njegovo najznačajnije delo, u kom je utvrdio svoju teoriju o jedinstvu bića. On odbija svaku pomisao da je on sâm imao ikakve namere kada je pisao svoja dela i kaže da je uvek pisao obuzet božanskom inspiracijom, stavljajući na papir samo ono što mu se otkriva i diktira, što mu Alah zapoveda, u snu i na javi; Dragulje mu je sâm Muhamed izdiktirao u snu. Oni su rasprava o prirodi Boga manifestovanoj preko proroka, svaki Dragulj je vezan za logos jednog proroka i polazi od Adama koji je, po islamu, prvi prorok, a završava sa Muhamedom, po islamu poslednjim ili pečatom proroka (između njih nema hronološkog reda). Delo je dosta komentarisano; Osman Yahya je pobrojao 150 komentara, od kojih su otprilike 130 dela iranskih mistika. Među slavnim komentarima je sunitski komentar Dawud Qaysarija i komentar Kamaluddin Abdurrazzaq Kašanija.

## Literatura
- Bernar, L.: Svijet islama: vjera, narodi, kultura, Jugoslovenska revija i Vuk Karadžić, Beograd, 1979
- Blair, Sh.S., Jonathan M. Bloom: The Art and Architecture of Islam 1250 – 1800, Yale University Press Pelican History of Art, New York, 1995
- Corbin, H.: Historija islamske filosofije, Knj. II, Veselin Masleša, Sarajevo, 1980
- Grozdanić, S.: Na horizontima arapske književnosti, Svjetlost, Sarajevo, 1975
- Hiti, F.: Istorija Arapa, Veselin Masleša, Sarajevo, 1988
- Ibn Arabi: Dragulji mudrosti, Prosveta, Beograd, 1999
- Ibn Hazm: Golubičina ogrlica, Sveučilišna naklada Liber, Zagreb, 1987
- Ibn Tufayl, A.B.M.: Živi sin Budnoga, Veselin Masleša, Sarajevo, 1985
- Janson, H.W.: Istorija umetnosti, Izdavački zavod ,,Jugoslavija”, Beograd, 1975
- Oksfordska istorija islama/ Džon L. Espozito priređivač, Clio, Beograd, 2002
- Oto-Dorn, K.: Islamska umetnost, Izdavačko preduzeće ,,Bratstvo Jedinstvo”, Novi Sad, 1971
- Rice, D.T.: Islamska umetnost, Izdavački zavod ,,Jugoslavija”, Beograd, 1968
- Smailagić, N.: Leksikon islama, Svjetlost, Sarajevo, 1990
- Smailagić, N.: Klasična kultura islama, Knj. II, vlastita naklada, Zagreb, 1976
- Velike civilizacije srednjeg vijeka, Knj. II i III, Naprijed, Zagreb, 1972

## Spoljašnje veze
- Andaluzijska književnost (Jusuf Ramić)